# 'Ad
 'Ād (Arabisch:  عاد ), oftewel het volk van 'Ad was een oude Arabische stam en een district in Zuid-Arabië, dat werd geleid door 'Ad ibn Kin'ad.

## Locatie
Men neemt aan dat de stam 'Ad het gebied Ahkaf bewoonde, dat nu tussen Oost-Jemen en het westen van Oman ligt en die van de Arabische Zee tot aan de Dhofargebergte doorloopt. Volgens sommigen zou dit de eerste plaats van kameeldomesticatie zijn. Ook zou het volk van 'Ad in een gebied wonen dat een belangrijke overslagplaats voor de oude wierookhandel zou zijn. Deze belangrijke overslagplaats voor wierook zou 'Oebar' heten.

## Geschiedenis 'Ad
De 'Ad vestigden zich in een gebied ten oosten van de stam der Kahtan en vestigden het Koninkrijk 'Ad in Zuid-Arabië ergens tussen 10e eeuw voor Christus en 3e eeuw na Christus. De heersers van 'Ad (inclusief Ad ibn Kin'ad, de eerste leider van de 'Ad), leefden ergens tussen de 23e en 10e eeuw voor Christus.
Algemeen wordt aangenomen dat de staat van 'Ad rond de 3e- en 6e eeuw eeuw na Christus afbrokkelde, mede als gevolg van een natuurramp die veel van Oebar had vernietigd.
De 'Ad worden in de Koran vermeld als de mensen aan wie de islamitische profeet Hud door God werd gestuurd om hen te begeleiden naar het rechte pad van het geloof. Volgens het verhaal uit de Koran weigerden de mensen van 'Ad om naar de waarschuwingen van Hud te luisteren, waardoor de stad middels een vernietigende wolk en een grote storm door God werd verwoest.
Volgens de Koran bouwden de 'Ad het grootste gebouw ooit en waren ze de krachtigste mensen ooit. De grote gebouwen moesten hun macht en status symboliseren. De 'Ad bleven in plaats van God de afgod Sirius aanbidden.